# Mijail Bárzaga
Mijail Bárzaga là nhà báo và nhà bất đồng chính kiến người Cuba.
Ông đã bị chính quyền Cuba bắt trong vụ Mùa xuân đen năm 2003, bị cáo buộc tội xuất bản các tin tức phản cách mạng có tính cách lật đổ chính quyền trên các trang Internet như "Cubanet", "Cubaliberal and Payolibre". Ông bị xử phạt 15 năm tù.
Tổ  chức Ân xá Quốc tế đã tuyên bố ông là một tù nhân lương tâm.